# Бизаччони, Майолино

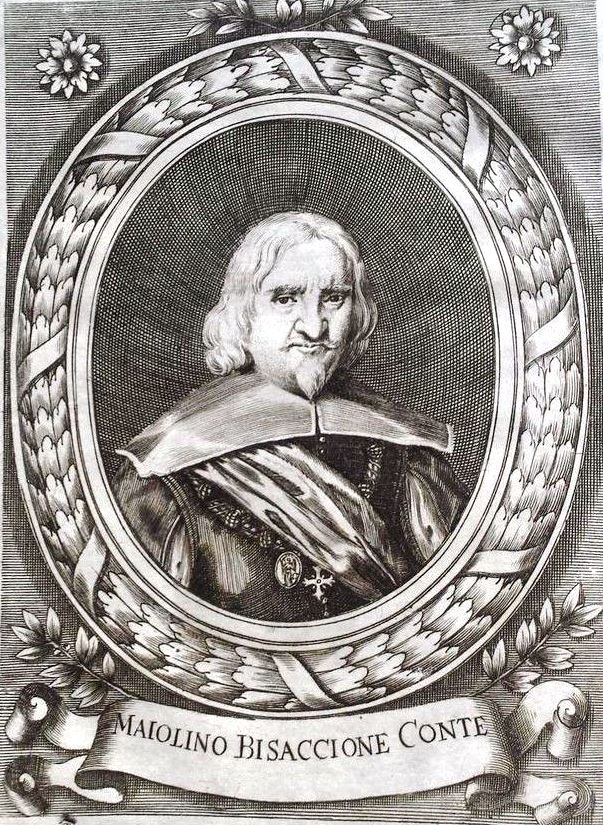
Майолино Бизаччони

Майолино Бизаччони (итал. Maiolino Bisaccioni; 1582, Феррара — 1663, Венеция) — известный итальянский историк и писатель XVII века.

## Биография
Первоначально изучал право, но вскоре отказался от профессии юриста и поступил на военную службу в Венеции, позже на службе у папы римского, князьям Эсте и герцога Савойского. Переехав в Венецию, полностью посвятил себя литературному творчеству и изучению истории. Он автор 62 романов, разделенных на четыре цикла («Nave», 1637—1638; «Albergo», 1643; «Isola», 1648; «Porto», 1664), романа из истории Московского царства и Лжедмитрия («Demetrio moscovita», 1643) и ряда мелодрам.
К историческим трудам относятся комментарии «Commentario delle guerre successe in Alemagna dal tempo che il re Gustavo Adolfo di Svetia si levò di Norimberga» (1633—1642) и «История гражданских войн последнего времени» — цикла монографий о социальных и национально-освободительных движениях в европейских странах середины XVII века (Англия, Италия, Франция и др.), вышедшей в 1653 году.
На основе использования богатого фактического материала воспроизвёл объективную панораму общественно-политической борьбы народов за свои свободы и права (в свете тогдашней «проромантической» концепции).
Наибольшее внимание в «Истории гражданских войн последнего времени» уделил исследованию буржуазной английской революции (1640—1660) и национально-освободительной борьбе на Украине, значительная часть которой входила тогда в состав Речи Посполитой.
Впервые в историографии создал монографию о национальной революции 1648—1676 годов на Украине. В ней отметил жестокое угнетение крестьян и казаков со стороны польской знати и короля, как одну из причин восстания, подчеркивал всеукраинский национально-освободительный и конфессиональный характер борьбы; обрисовал Б. Хмельницкого талантливым государственным деятелем, полководцем, политиком и дипломатом.
Его сочинение «История гражданских войн последнего времени» — первая целостная и завершённая монография об Освободительной войне, включенной в широкую панораму тогдашней европейской истории. В соответствии с принятой на Западе ономастической традицией Бизаччони украинские земли называет Русью (Russia). Что касается Российского государства, то он, как, в конце концов, и абсолютное большинство тогдашних западноевропейских авторов, именует её Московией, а Беларусь постоянно выступает у него под названием Литва.